# Jean-Antoine Butini
Pour les articles homonymes, voir Butini.
Jean-Antoine Butini, né le 7 septembre 1723 à Genève (originaire du même lieu) et mort le 2 décembre 1810 dans la même ville, est un médecin et une personnalité politique genevois.

## Biographie

### Origines et famille
Jean-Antoine Butini naît le 7 septembre 1723 à Genève. Il en est également originaire.
Son père, André Butini, est un marchand ; sa mère est née Jeanne Goulet.
Il épouse Ingeburge-Madeleine Chenaud. Le médecin Pierre Butini est leur fils.

### Études
Il fait des études de médecine à l'université de Montpellier, où il obtient un doctorat en 1746.

### Parcours professionnel et politique
Sa carrière se déroule à Genève, où il est agrégé à la faculté de médecine en 1757.
Il publie en 1752 un ouvrage sur l'utilité de l'inoculation de la variole, dans lequel il rapporte les résultats obtenus en Europe par cette méthode. Ce Traité de la petite vérole connaît un certain retentissement au moment où l'on discute âprement de l'utilité de ce traitement.
Membre du Conseil des Deux-Cents de Genève à partir de 1758, il est également l'auteur de plusieurs pamphlets politiques (1780-1781).

### Mort
Il meurt le 2 décembre 1810 à Genève, à l'âge de 87 ans.